# Lago Engstlensee
O Lago Engstlensee é um lago natural utilizado como reservatório no município de Innertkirchen, Oberland Bernês, na Suíça. Este lago está localizado perto do Passo de Montanha Joch a uma altitude de 1850 m.